# Gran vals brillant en mi bemoll major (Chopin)

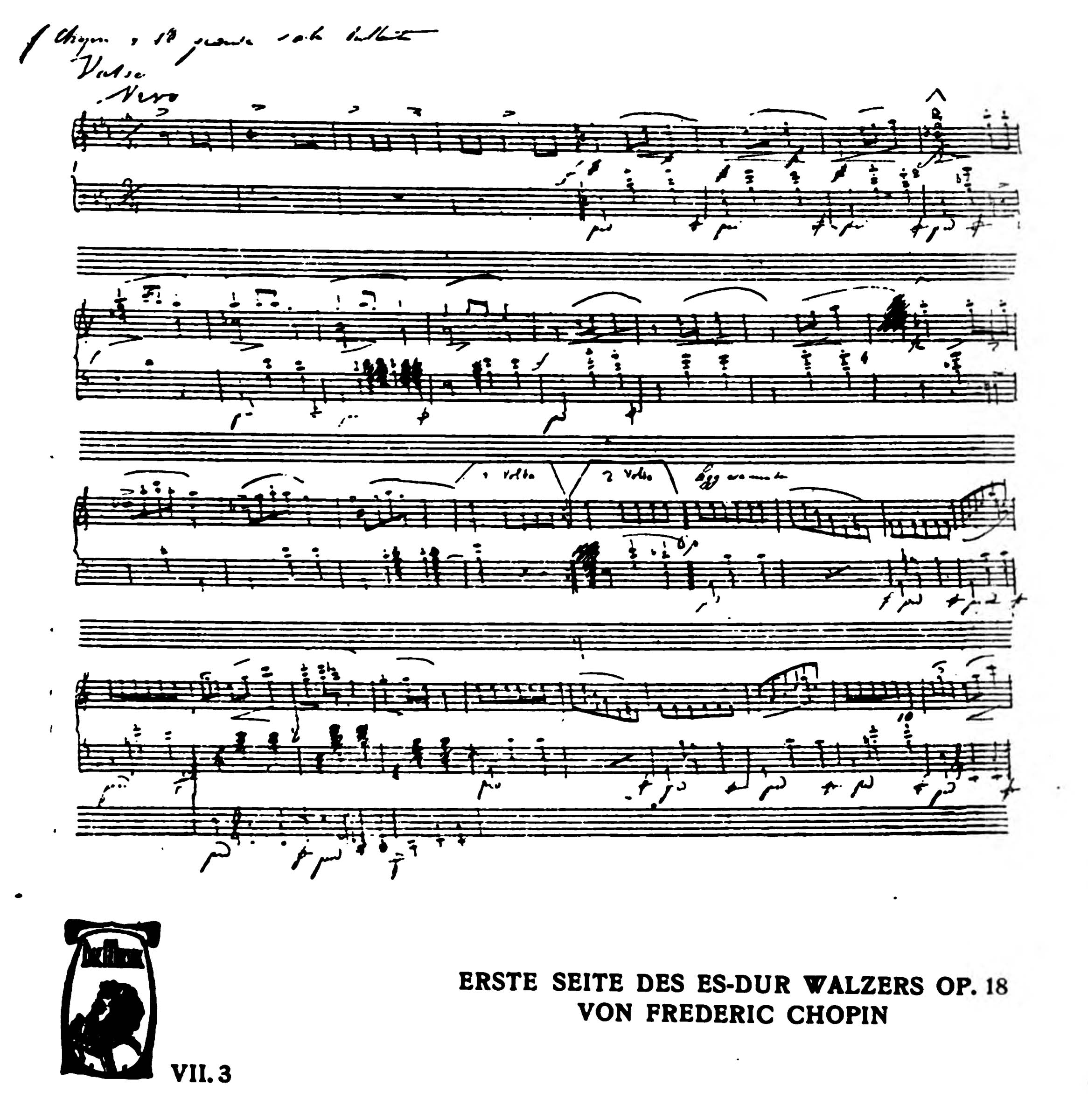
Primera pàgina del manuscrit del "Gran vals brillant, op. 18"

El Gran vals brillant en mi bemoll major, op. 18, va ser compost per Frédéric Chopin el 1833 i publicat el 1834. Aquest va ser el primer vals per a piano sol que va compondre, encara que abans de 1834 havia escrit almenys setze valsos que van ser destruïts o, alguns, publicats pòstumament. Chopin també li va donar el títol de Gran vals brillant als següents tres valsos op. 34, publicats l'any 1838. Chopin el va dedicar a la seva alumna Laura Horsford.
El 1909, el compositor rus Ígor Stravinski, el 1907, va fer un arranjament orquestral d'aquest vals per al ballet Les sílfides, encàrrec de Serguei Diàguilev. Altres compositors que van orquestrar aquest vals per al mateix ballet són Aleksandr Gretxanínov, Gordon Jacob, Roy Douglas i Benjamin Britten.